# Rue Jules-Dumien
La rue Jules-Dumien est une voie du 20e arrondissement de Paris, en France.

## Situation et accès
La rue Jules-Dumien est une voie publique située dans le 20e arrondissement de Paris. Elle débute au 106, rue Pelleport et se termine au 3, rue Henri-Poincaré.

## Origine du nom
La rue tire son nom de celui d'un ancien propriétaire local.

## Historique
Cette voie est ouverte sous sa dénomination actuelle en 1926.